# Pharnabazos II.

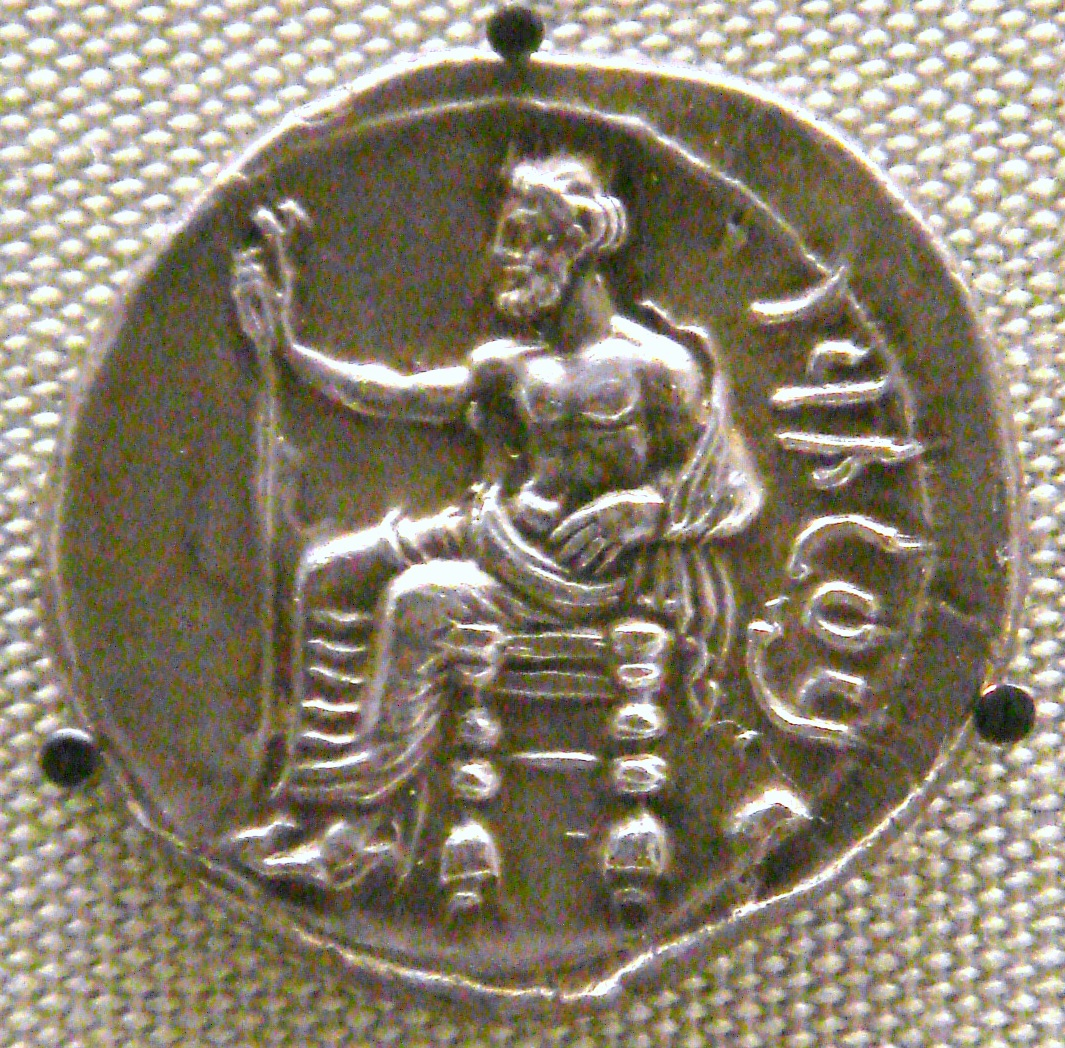
Silberstater des Pharnabazos aus dessen Zeit als Oberbefehlshaber des Ägypten-Heeres. Solcherart Münzen hatte er in großer Zahl schlagen lassen, zur Bezahlung der griechischen Söldner. Weil darauf der thronende kilikische Gott Baaltars dargestellt ist, wird häufig angenommen, dass Pharnabazos auch als Satrap von Kilikien amtiert haben könnte. Wahrscheinlich aber führte er von dieser Provinz lediglich die finanzielle Ausstattung seines Invasionsheeres durch. (London, British Museum)

Pharnabazos (griechisch Φαρνάβαζος Pharnábazos * zwischen etwa 450 und 445 v. Chr.; † nach 373 v. Chr. in Susa) war ein persischer Feldherr und Statthalter (Satrap) des hellespontischen Phrygien (auch Daskylitis genannt, im heutigen Nordwest-Anatolien). Er war ein Sohn des Pharnakes sowie Enkel des Pharnabazos I. und als Pharnakide mit dem königlichen Haus der Achämeniden blutsverwandt. Nach seinem Regierungsantritt als kleinasiatischer Satrap um 413 v. Chr. unterstützte er Sparta im Peloponnesischen Krieg gegen Athen. 404 v. Chr. ließ er auf Verlangen des spartanischen Politikers Lysander den bedeutenden athenischen Feldherrn Alkibiades ermorden. Nachdem der persische Prinz Kyros der Jüngere mit spartanischer Unterstützung einen Feldzug zum Sturz seines Bruders, des Großkönigs Artaxerxes II. Mnemon, unternommen hatte, aber in dessen Verlauf 401 v. Chr. gefallen war, führten die Perser in Kleinasien Krieg gegen die Spartaner, die dabei das schlechte Verhältnis zwischen Pharnabazos und dem Satrapen Tissaphernes ausnützten. Derkylidas und Agesilaos verheerten ab 399 v. Chr. Pharnabazos’ Satrapie. Gemeinsam mit dem athenischen Feldherrn Konon stellte Pharnabazos eine Flotte auf, welche die spartanische 394 v. Chr. in der Schlacht von Knidos vernichtete. Zuletzt führte er etwa 385–383 v. Chr. und 373 v. Chr. zwei erfolglose Feldzüge gegen das aufständische Ägypten. Mit seiner Gemahlin Apame, einer Tochter des persischen Großkönigs Artaxerxes II. Mnemon, hatte er einen Sohn namens Artabazos. Möglicherweise war Pharnabazos auch der Vater des phrygischen Satrapen Ariobarzanes.

## Leben

### Regierungsantritt als Satrap

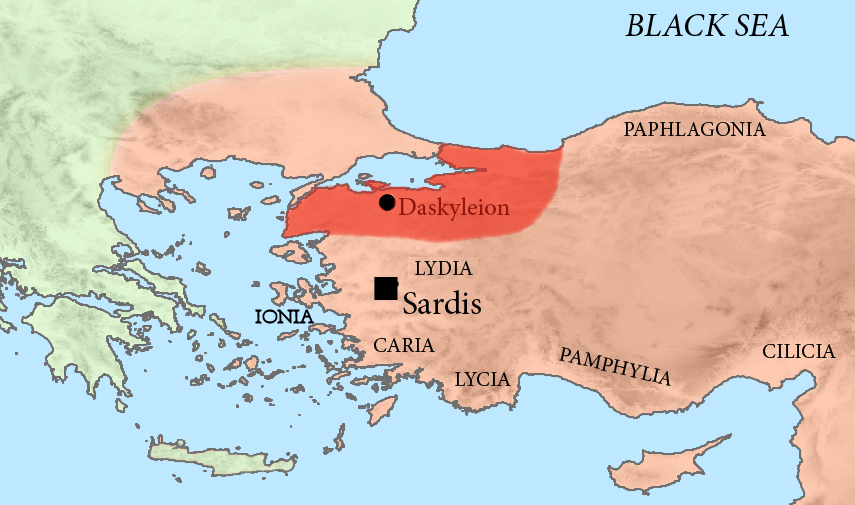
Hellespontisches Phrygien, die Satrapie des Pharnabazos

Pharnabazos folgte seinem Vater Pharnakes nach dessen Tod um 413 v. Chr. – mithin in der Spätphase des Peloponnesischen Kriegs – als Satrap der großen persischen Provinz Daskylitis. Dabei stand er unter der Oberherrschaft des Satrapen Tissaphernes, zu dem er in der Folge aufgrund ihrer Rivalität ein schlechtes Verhältnis hatte. Wie die meisten persischen Satrapen Kleinphrygiens hatte er seine Residenz meist in Daskyleion, in schöner Gegend, deren Reiz durch den daskylischen See, einen wundervollen Park mit Wild aller Art und einen Fluss, der dies Alles und zahlreiche nahegelegene Dörfer umschloss, noch erhöht wurde.

### Unterstützung Spartas im Peloponnesischen Krieg
Zum ersten Mal wird Pharnabazos in den erhaltenen Quellen für den Winter 413/412 v. Chr., als er bereits Satrap war und sich in die hellenischen Angelegenheiten einmischte. Damals waren u. a. die Einwohner von Chios und Erythrai, ermutigt durch viele Niederlagen Athens, auf den Abfall von Athen bedacht. Pharnabazos hatte den Megarer Kalligeitos und den Kyzikener Timagoras, beide Verbannte, an seinem Hof aufgenommen und sandte sie nun nach Sparta. Dort sollten sie die Lakedaimonier zur Entsendung einer Flotte nach dem Hellespont auffordern, damit er selbst, nach dem Beispiel des Tissaphernes imstande wäre, die hellenischen Städte seiner Provinz zur Revolte gegen Athen zu veranlassen. Aufgrund des athenischen Einflusses konnte er nämlich den von Großkönig Dareios II. geforderten Tribut von den kleinasiatischen hellenischen Städten nur mühsam erheben. Außerdem versuchte er durch seine diplomatische Mission, ein persisch-spartanisches Bündnis zustande zu bringen. Außer Pharnabazos hatten aber auch Tissaphernes und die Chier Gesandte nach Sparta geschickt, die darauf drängten, dass zuerst eine spartanische Kriegsflotte zur Befreiung von Chios und Ionien von der athenischen Hegemonie gesandt würde. Ihr Wunsch wurde aufgrund der Fürsprache des exilierten athenischen Feldherrn Alkibiades, der durch seinen Gastfreund Endios Unterstützung erhielt, erfüllt. So war es Tissaphernes gelungen, Pharnabazos den Rang abzulaufen. 412 v. Chr. kam auch formell das Bündnis Spartas mit Dareios II. zustande.
Trotz seines diplomatischen Misserfolgs in Sparta erhielt Pharnabazos schließlich von den Lakedaimoniern ein Geschwader zu Hilfe geschickt, das 40 Schiffe umfasste und unter dem Oberbefehl des Klearchos stand. Zwar erreichten im Frühjahr 411 v. Chr. nur 10 Schiffe dieser Flotte ihr Ziel, konnten aber dennoch Byzanz zum Abfall von Athen bringen. Bereits zuvor waren Abydos und Lampsakos auf die Seite des Pharnabazos übergetreten. Im Spätsommer 411 v. Chr. entschloss sich der spartanische Nauarch Mindaros, der über die Nachlässigkeit des Tissaphernes verärgert war, in Kooperation mit Pharnabazos einzutreten und die Kämpfe gegen Athen auf die Gegend um den Hellespont zu konzentrieren. Pharnabazos unterstützte Mindaros in der Folge auch tatkräftig. Während der Seeschlacht vor Abydos bezog er mit dem persischen Landheer an der Küste Stellung. Als Alkibiades plötzlich unerwartet mit einer Hilfsflotte erschien, den Ausschlag zum athenischen Sieg gab und daraufhin das Geschwader des Mindaros an die Küste von Abydos zurückwich, kam Pharnabazos mit seinem Heer den Spartanern vom Ufer aus zu Hilfe. Er ritt mit seinem Pferd ein kleines Stück in die Fluten hinein und stachelte seine Soldaten, darunter Bogenschützen, zum Kampf an. Schließlich segelten die Athener nach Sestos zurück.
Pharnabazos unterstützte Mindaros auch bei der etwa im Mai oder Juni 410 v. Chr. ausgetragenen Schlacht von Kyzikos gegen Alkibiades, der als weitere Befehlshaber Thrasybul, Theramenes und Chaireas an seiner Seite hatte. Nachdem Mindaros mit seinem Geschwader vor der überlegenen athenischen Flotte, die ihn zu umzingeln drohte, geflohen war, landete er an der Küste südwestlich von Kyzikos nahe dem Ort Kleroi, wo er von persischen Söldnern des Pharnabazos Militärhilfe erhielt. Er fiel aber schließlich in der sich nun entspinnenden Landschlacht, woraufhin die Lakedaimonier nach den nahen Bergen flohen. Da kam ihnen Pharnabazos mit einer starken berittenen Truppe persönlich zu Hilfe. Die Athener, die einen bedeutenden Sieg errungen hatten, segelten daher wieder ab. In der Folge räumten Pharnabazos und die Spartaner Kyzikos.
Nach dieser Niederlage ermutigte Pharnabazos die geschlagenen Spartaner und deren Verbündeten, indem er sagte, sein König habe genug Wälder zur Holzgewinnung für den Bau neuer Schiffe. Jedem Soldaten gab er ein Himation und zweimonatlichen Sold. Auch bewaffnete er die Matrosen und ließ sie an seiner Küste Wache halten, berief dann die Feldherren und Trierarchen aus den Städten und befahl ihnen, in Antandros so viele Schiffe zu bauen, als jeder verloren hätte. Zu diesem Zweck gab er ihnen Geld und die Erlaubnis, in den Waldungen des Ida-Gebirges Holz zu fällen. Während die Schiffe im Winter 410/409 v. Chr. gebaut wurden, halfen die Syrakuser den Bewohnern von Antandros, ihre Mauer wieder zu errichten. Pharnabazos selbst begab sich nach Kalchedon. Auch der syrakusische Staatsmann und Stratege Hermokrates, der nach Eintreffen der Nachricht von seiner eigenen und seiner Mitfeldherren Verbannung seinen Abgang vom Heer vorbereitete, erhielt ungebeten von Pharnabazos große Summen, da er mit ihm befreundet war. Mit diesem Geld begab er sich im Sommer 409 v. Chr. nach dem Peloponnes, wo er wohl in Messenien fünf Trieren ausrüstete und 1000 Söldner anwarb.
Als Alkibiades sein Heer in Lampsakos versammelt und die Stadt befestigt hatte, zog er im Winter 409/408 v. Chr. gegen Abydos und schlug den mit großer Reitermacht zu Hilfe kommenden Pharnabazos nach kurzer Schlacht in die Flucht. Daraufhin verfolgte er mit seinen Reitern und 120 Hopliten das Heer des Pharnabazos bis zum Einbruch der Nacht. Dann wandte sich Alkibiades gegen Chalkedon und belagerte die Stadt. Nach Fertigstellung der Belagerungslinien machte der spartanische Harmost Hippokrates einen Ausfall, und Pharnabazos kam ihm mit zahlreichen Fußsoldaten und Kavalleristen außerhalb der zur Einschließung der Stadt dienenden Verschanzungen zu Hilfe. Zunächst entspann sich zwischen dem Heer des Hippokrates und jenem des Strategen Thrasyllos ein Kampf. Als aber Alkibiades eingriff, mussten die Belagerten in die Stadt zurückweichen. Pharnabazos hatte am Kampf nicht teilnehmen können, da ihn die Palisaden und ein naher Flusslauf daran hinderten, und kehrte in sein Lager beim Herakleion von Chalkedon zurück.
Während sich Alkibiades nach dem Hellespont begab, knüpften die übrigen Strategen mit Pharnabazos Verhandlungen wegen Chalkedon an. Sie einigten sich, dass Pharnabazos den Athenern 20 Talente Kriegsunkosten zahlen und athenische Gesandte sicher zum Perserkönig geleiten sollte. Zugleich sagten die Athener eidlich zu, dass sie Chalkedon bis zur Rückkehr ihrer Gesandten vom König nicht mehr befehden würden, wofür sich die Einwohner der Stadt zur weiteren Tributzahlung an Athen verpflichteten. Wegen der Abwesenheit des Alkibiades bei der Eidesleistung auf den Traktat erwartete Pharnabazos ihn in Chalkedon, damit er dort den Eid nachhole. Doch Alkibiades weigerte sich und erklärte, dass er erst schwören würde, wenn Pharnabazos dies zuerst täte. Schließlich wurde der Eid wiederholt, von Alkibiades in Chrysopolis vor den Bevollmächtigten des Pharnabazos, Mitrobates und Arnapes, sowie von Pharnabazos in Chalkedon vor den Gesandten des Alkibiades, Euryptolemos und Diotimos.
Pharnabazos reiste sogleich ab und befahl, dass die attischen Gesandten ihn in Kyzikos treffen sollten. Diese im Frühjahr 408 v. Chr. zu Pharnabazos geschickten Delegierten der Athener, Dorotheos, Philokydes, Theogenes, Euryptolemos und Mantitheos, wurden vom syrakusischen Strategen Hermokrates und dessen Bruder Proxenos sowie von Gesandten aus Sparta und Argos begleitet. Unterdessen belagerten die Athener vergeblich Byzanz, das von Truppen unter dem Oberbefehl des spartanischen Harmosten Klearchos verteidigt wurde. Als aber Klearchos das Kommando über die Stadt zwei Unterfeldherren anvertraute und sich zu Pharnabazos begab, um von ihm Sold für sein Heer zu empfangen und Schiffe im Hellespont zu sammeln, kam Byzanz durch Verrat in die Gewalt des Alkibiades. Pharnabazos verbrachte inzwischen den Winter 408/407 v. Chr. mit den attischen Gesandten im phrygischen Gordion und erfuhr hier vom Fall von Byzanz. Im Frühling 407 v. Chr. trat er mit den Gesandten die Weiterreise an, begegnete aber bald einer lakedaimonischen Delegation unter Führung des Boiotios, die ihm mitteilte, alles vom persischen Großkönig Gewünschte erlangt zu haben. Auch der persische Prinz Kyros der Jüngere, ein treuer Bundesgenosse der Spartaner, befand sich im Gefolge dieser Gesandtschaft und zeigte einen mit königlichem Siegel versehenen Brief vor, der seine Ernennung zum Oberbefehlshaber (Karanos) von Kleinasien bestätigte. Daraufhin wollte die attischen Gesandten ihre Reise nach Susa zum Großkönig fortsetzen oder, wenn sie keine Audienz bekämen, heimreisen. Kyros aber forderte, dass Pharnabazos ihm die Gesandten auslieferte oder sie wenigstens nicht zurückkehren ließ, damit sie in Athen nicht über das Vorgefallene berichten konnten. Pharnabazos musste gehorchen und hielt die Gesandten drei Jahre bei sich zurück, bis er von Kyros die Erlaubnis erlangte, sie in ihre Heimat zu entlassen.
Bereits um 407/406 v. Chr. kam es aber zwischen Pharnabazos und spartanischen Offizieren zu Misshelligkeiten, so etwa mit Derkylidas, als dieser Harmost in Abydos war. Als die Oligarchen von Milet 405 v. Chr. mit Hilfe des spartanischen Feldherrn Lysander die Partei der Demokraten stürzten, siedelte Pharnabazos die zu ihm entkommenen etwa tausend Demokraten in Blauda in Lydien an und gab jedem von ihnen einen Dareikos.

### Tötung des Alkibiades
Alkibiades wurde nach der Niederlage Athens im Peloponnesischen Krieg im Frühjahr 404 v. Chr. vom Verbannungsurteil der in Athen an die Macht gekommenen Dreißig Tyrannen getroffen, fürchtete auch die Rache der siegreichen Spartaner und fand bei Pharnabazos Zuflucht. Pharnabazos ließ sich von Alkibiades’ Auftreten einnehmen, bezeigte ihm Sympathie und schenkte ihm die Feste Grynion in Phrygien, die Alkibiades jährlich 50 Talente an Steuern einbrachte.
Pharnabazos ließ aber Alkibiades bereits Ende 404 v. Chr. ermorden. Darüber liegen in der Überlieferung zwei verschiedene Versionen vor. Der griechisch-sizilische Geschichtsschreiber Diodor folgt der Darstellung des Ephoros von Kyme, die dieser im 17. Buch seiner Universalgeschichte gab. Demnach erfuhr Alkibiades, dass Kyros der Jüngere im Bund mit den Spartanern einen Aufstand gegen seinen Bruder, den Großkönig Artaxerxes II. Mnemon, vorbereitete. Er wollte dieses Komplott als Erster dem Großkönig enthüllen, um sich ihm auf diese Weise zu empfehlen. Zunächst weihte er Pharnabazos ein, von dem er sich sicheres Geleit zu Artaxerxes II. erhoffte. Pharnabazos beabsichtigte aber, selbst den Großkönig als Erster über Kyros’ Aufstandspläne zu informieren und schickte zu diesem Zweck vertrauenswürdige Botschafter zu Artaxerxes II. Als Alkibiades, der kein Geleit in die persische Hauptstadt erhalten hatte, sich deshalb an den Satrapen von Paphlagonien wenden wollte, ließ ihn Pharnabazos von nachgesandten Häschern umbringen, weil der Großkönig den wahren Sachverhalt nicht erfahren sollte. Diese Darstellung des Ephoros ist aber zweifelhaft, denn sie steht im Widerspruch zum Bericht des als Zeitgenosse schreibenden Historikers Xenophon, laut dem es Tissaphernes war, der Artaxerxes II. als Erster die verräterischen Umtriebe seines Bruders meldete. Xenophons Angabe wird durch die Mitteilung des Biographen Plutarch gestützt, dass Parysatis dem Tissaphernes als dem Verräter ihres Lieblingssohns Kyros grollte, aber keinen Hass gegen Pharnabazos empfand. Überhaupt schreibt Ephoros dem Pharnabazos für diese Zeit öfters Handlungen zu, die in Wirklichkeit Tissaphernes ausführte.
Plutarch bietet eine abweichende, vielleicht auf Theopompos zurückgehende Überlieferung von Alkibiades’ Tod, die im Kern schon Isokrates gegeben hatte. Demzufolge schickte Kritias, einer der 30 Tyrannen Athens, eine Gesandtschaft nach Kleinasien zu Lysander, durch welche er ihn drängte, Alkibiades aus dem Weg räumen zu lassen. Lysander ließ sich aber erst zu diesem Schritt bewegen, als die Behörden in Sparta ihm dies befahlen. So forderte Lysander den Pharnabazos, wenn die guten spartanisch-persischen Beziehungen fortbestehen sollten, ihm Alkibiades lebendig oder tot auszuliefern. Pharnabazos gab nach und befahl seinem Bruder Magaios und seinem Onkel Susamithras, den sich mit der Hetäre Timandra im phrygischen Dorf Melissa aufhaltenden Alkibiades zu beseitigen. Die Beauftragten zündeten des Nachts die Hütte des Alkibiades an, und als sich dieser aus seiner brennenden Unterkunft retten konnte, töteten sie ihn durch Pfeilschüsse.

### Konflikte mit Lysander und den Zehntausend
Lysander entzweite sich mit Pharnabazos, da er aus Habgier dessen Satrapie ausplünderte. Die darüber nach Sparta verlautenden Klagen fanden kein Gehör, bis Pharnabazos selbst Lysander bei den spartanischen Ephoren verklagte und dessen Abberufung forderte. Seine Klagen stießen auf offene Ohren, da die Spartaner schätzten, dass er ihnen im Peloponnesischen Krieg mehr als jeder andere persische Satrap geholfen hatte. So schickten sie Lysander 403 v. Chr. die Skytale zu mit dem Befehl, nach Sparta zu kommen und sich zu verteidigen. Lysander ersuchte Pharnabazos um eine Unterredung und bat den Satrapen, ein zweites Schreiben an die Ephoren aufzusetzen, in dem er die Anklagen des ersten Briefs widerrufen und ihm Lob wegen der Führung des Oberkommandos spenden sollte. Pharnabazos schrieb bereitwillig einen entsprechenden Brief, tauschte ihn aber heimlich bei der Versiegelung gegen einen anderen, die früheren Anklagen wiederholenden Brief aus. Der hierdurch getäuschte Lysander zeigte dieses Schreiben den Ephoren in Sparta als vermeintliches Zeugnis seiner Unschuld vor und wurde so sein eigener Ankläger.
Nachdem Kyros der Jüngere im Verlauf seiner Rebellion gegen den Großkönig gefallen war, machten sich seine etwa zehntausend, von Xenophon angeführten griechischen Söldner auf den Rückzug und belästigten dabei Anfang 400 v. Chr. auch Pharnabazos’ Gebiet. Als der spartanische Unterführer Neon bei Kalpe in Bithynien, um dem Mangel des Griechenheers abzuhelfen, einen Herakleoten fand, der ihm einige Dörfer zur Plünderung bezeichnete, schwärmten 2000 Leichtbewaffnete aus, bis sie auf eine Reiterschar des Pharnabazos stießen, die den Bithyniern zu Hilfe kommen sollte, um sie möglichst am Betreten Phrygiens zu hindern. Diese Reiter besiegten die ungerüsteten Griechen, erschlugen 500 Mann und zwangen den Rest zur Flucht in die Berge. Allerdings wurden bald danach dieselben Reiter des Pharnabazos, die sich nun mit den Bithyniern vereint hatten, von den Hellenen in die Flucht geschlagen. Pharnabazos war zu schwach, seine Satrapie gegen die Griechen zu schützen. Er wandte sich nach Byzanz an den spartanischen Nauarchen Anaxibios, um die mittlerweile in Chrysopolis eingetroffenen Griechen durch die Aussicht auf Sold nach Byzanz zu locken. Sie sollten aus Kleinasien abgeschoben werden. Da aber Anaxibios die Griechen nach ihrer Ankunft in Byzanz ohne Zahlung des Solds loszuwerden versuchte, leisteten sie erfolgreich Widerstand; erst Xenophon konnte sie beruhigen. Als Pharnabazos später erfuhr, dass Aristarchos als neuer Harmost von Byzanz angekommen war, vernachlässigte er Anaxibios und schmiedete mit Aristarchos ähnliche Pläne gegen die Griechen. Der Harmost hatte bereits 400 waffenlose Griechen, die sich in Byzanz angesiedelt hatten, als Sklaven verkauft.

### Rolle im spartanisch-persischen Krieg
Nach Kyros’ gescheitertem Feldzug gegen den Großkönig Artaxerxes II. änderte sich die persische Politik in Kleinasien grundlegend. Sie schlug in offene Feindschaft gegen Sparta um. Zu Pharnabazos’ Enttäuschung wurde Tissaphernes abermals zum militärischen Oberbefehlshaber in Kleinasien ernannt und damit erneut sein Vorgesetzter. Im nun ausbrechenden spartanisch-persischen Krieg setzte der spartanische Heerführer Thibron im Herbst 400 v. Chr. nach Kleinasien über, um den Krieg gegen Pharnabazos und Tissaphernes zu eröffnen. Er führte aber ein zu kleines Heer mit sich und hatte nur geringe Erfolge.

#### Kampf gegen Derkylidas
Derkylidas, der Thibron 399 v. Chr. im Kommando nachfolgte, zeigte sich seinem Vorgänger bald durch Schnelligkeit in Unternehmungen, rasche Übersicht der Verhältnisse und namentlich durch Gewandtheit beim Verhandeln überlegen. Wenn er auch keine neuen Truppen mitbrachte, war er doch schon unter Lysanders Oberkommando Harmost in Abydos gewesen und hatte dabei die Gegnerschaft zwischen Pharnabazos und Tissaphernes registriert. Da er es nicht mit beiden Satrapen gleichzeitig aufzunehmen vermochte, schloss er mit Tissaphernes einen Waffenstillstand, um ungestört gegen den ihm wegen einer früheren Verleumdung verhassten Pharnabazos vorgehen zu können. Daraufhin zog er gegen die zu Pharnabazos’ Satrapie gehörige Aiolis.
In Aiolis hatte damals bis vor kurzem Mania, die Witwe des Zenis, als Unterstatthalterin des Pharnabazos regiert. Sie hatte es durch ihr Auftreten und Geschenke verstanden, die Herrschaft über Aiolis nach dem Tod ihres Gatten von Pharnabazos übertragen zu erhalten. Der Satrap schätzte sie, da sie ihm stets pünktlich den fälligen Tribut entrichtete und reiche Geschenke machte, wenn sie ihn besuchte; auch konnte sie ihr Gebiet durch Feldzüge ihrer griechischen Söldner erweitern. Bei manchen Gelegenheiten bediente sich Pharnabazos ihres Rates. 399 v. Chr. wurde sie von ihrem Schwiegersohn Meidias von Skepsis ermordet, da er die Herrschaft an sich reißen wollte. Pharnabazos nahm die Geschenke, die ihm Meidias in der Hoffnung auf Bestätigung als Untersatrap übersandt hatte, nicht an und behielt sich vor, Mania zu rächen.
Zu dieser Zeit erschien Derkylidas an der Grenze zu Äolien und fand den Boden für einen Eroberungszug durch Manias Ermordung gut aufbereitet. In nur acht Tagen nahm er die neun Städte, die zu Manias Herrschaftsgebiet gehört hatten, ein, meist durch freiwillige Übergabe; auch Meidias musste die beiden von ihm gehaltenen Städte Skepsis und Gergis ausliefern. Pharnabazos gelangte zu spät an, um den Verlust der ganzen Aiolis noch verhindern zu können. Derkylidas schickte eine Gesandtschaft zu ihm, um ihn zu fragen, ob er ferner Krieg oder Frieden wolle. Pharnabazos argwöhnte, dass Derkylidas das eroberte Äolien als Waffenplatz für einen Angriff gegen seine eigene Heimat Daskyleion verwenden könne und schloss mit dem spartanischen Strategen einen achtmonatigen Waffenstillstand. Er sah dann nicht ungern, dass Derkylidas im Winter 399/398 v. Chr. mit seinen Soldaten in Bithynien Plünderungszüge unternahm.
Anfang 398 v. Chr. verlängerte Pharnabazos den Waffenstillstand mit Derkylidas und begab sich nach Susa an den Hof des Großkönigs, um gegen Tissaphernes Beschwerde zu führen. So klagte er, dass Tissaphernes Frieden mit Derkylidas geschlossen habe und ihn außerdem mit königlichem Geld unterstütze, anstatt bei der Abwehr des Einfalls der Spartaner in Kleinasien mitzuhelfen. Dann forderte er ein entschiedenes Vorgehen gegen die Spartaner zur See. Er erreichte, dass der athenische Feldherr Konon, der auch vom zyprischen König Euagoras I. empfohlen wurde, als neuer Admiral das Oberkommando über eine erst zu schaffende Flotte erhielt. Im Winter 398/397 v. Chr. reiste er nach Zypern und befahl den dortigen Stadtkönigen den Bau der Schiffe, wofür er 500 Talente mitbrachte.
Nach der Rückkehr in seine Satrapie stattete Pharnabazos Anfang 397 v. Chr. Tissaphernes einen Besuch ab, um ihn trotz ihres Gegensatzes zu einem gemeinsamen Vorgehen gegen Derkylidas zu gewinnen. Sie einigten sich zur Erneuerung des Krieges. Pharnabazos, den der Verlust der Aiolis schmerzte, überließ, wenn auch ungern, Tissaphernes den Oberbefehl. Die beiden Satrapen zogen nach Karien, um die dortigen Festungen mit ausreichend starken Garnisonen zu bemannen. Dann marschierten sie mit 20.000 Infanteristen und 10.000 Reitern in Richtung Ionien, da der Feind in Ephesos seine Streitkräfte konzentriert hatte. Derkylidas war bereits mit dem Nauarchen Pharax gegen Karien gezogen, musste aber wieder umkehren, als er erfuhr, dass die beiden Satrapen bereits den Mäander überschritten hatten und in Ionien einzufallen drohten. Plötzlich stieß er auf die überlegene feindliche Armee, die aus karischem und hellenischem Fußvolk sowie zahlreichen Reitern bestand. Pharnabazos stand am linken, Tissaphernes am rechten Flügel. Da Derkylidas den Feind nicht so nah vermutet hatte, war er nicht zur Schlacht gerüstet. Rasch befahl er seinem Heer, sich in Schlachtordnung aufzustellen. Sein ganzes peloponnesisches Heer zeigte sich kampfbereit, doch ein Teil der kleinasiatischen Hellenen flüchtete. Pharnabazos drängte zur Aufnahme des Kampfes, doch Tissaphernes, der furchtsam an den Krieg gegen die Söldner des Kyros dachte, zauderte. Er schickte Boten zu Derkylidas, um zu unterhandeln. Der spartanische Feldherr ging unter militärischer Bedeckung zu den Boten und erklärte, er sei zwar kampfbereit, habe aber gegen eine Unterredung nichts einzuwenden. Bei einer ersten Zusammenkunft wurde beschlossen, dass das persische Heer nach Tralles und die spartanische Armee nach dem in Ionien gelegenen Leukophrys abziehen sollte. Bei der zweiten Unterredung am nächsten Tag erfolgten Friedensverhandlungen. Derkylidas verlangte, dass Artaxerxes II. die ionischen Städte für autonom erklärte, Pharnabazos und Tissaphernes dagegen, dass die Spartaner Kleinasien räumen sollten. So schlossen sie einen vorläufigen Waffenstillstand ab, bis die darüber Bericht erstattenden Gesandten von Sparta und Susa zurückgekehrt wären.

#### Kampf gegen König Agesilaos
Im Herbst 397 oder im Frühjahr 396 v. Chr. wurden die persischen Flottenrüstungen in Sparta bekannt. Konon segelte mit 40 Trieren zunächst nach Kilikien, um den Krieg vorzubereiten, und etwa Anfang 396 v. Chr. nach Kaunos an der Südküste Kariens, wurde aber dort vom spartanischen Nauarchen Pharax mit einer überlegenen Flotte von 100 oder 120 Schiffen blockiert. Da kamen Pharnabazos und Artaphernes mit starker Macht zu Hilfe und befreiten Konon aus der Blockade, der daraufhin nach der rhodischen Chersones segelte.
Im Frühjahr 396 v. Chr. übernahm inzwischen der spartanische König Agesilaos den Oberbefehl in Kleinasien. Er führte ein 8000 Mann starkes Heer mit sich, mit dem er zunächst in Ephesos landete. In seinem Gefolge befand sich auch ein aus 30 hochstehenden Spartanern bestehender Rat, dem Pharnabazos’ alter Gegner Lysander vorstand. Er schloss einen dreimonatigen Waffenstillstand mit Tissaphernes, der sich bei Artaxerxes II. für sein Anliegen eines Verzichts auf die persische Hegemonie über die kleinasiatischen Griechenstädte einzusetzen versprach. In der Folge versuchte Agesilaos den sich überall in den Vordergrund drängenden Lysander kaltzustellen, der daraufhin mit einem von ihm gewünschten Sonderauftrag zum Hellespont zog. Hier richtete er wenig aus, konnte aber immerhin Spithridates, einen Feudalherrn in Pharnabazos’ Satrapie, zum Abfall von seinem Oberherrn bewegen. Angeblich hatte Pharnabazos Spithridates beleidigt, weil er eine von dessen Töchter zur Konkubine habe nehmen wollen. So führte Spithridates dem Agesilaos 200 Reiter sowie neue Gelder zu und informierte ihn über die Verhältnisse in Pharnabazos’ Satrapie.
Inzwischen hatte Tissaphernes nicht Vermittlungsgespräche mit seinem König zwecks eines Friedensschlusses mit den Spartanern geführt, sondern sein Heer ansehnlich verstärkt hatte und drohte Agesilaos mit Krieg, wenn er Asien nicht verlasse. Agesilaos bestärkte Tissaphernes in dem Glauben, er wolle Karien angreifen, wo der Satrap daher seine Streitkräfte hauptsächlich konzentrierte. Stattdessen wandte sich der spartanische König nach Norden und zog weiter bis in Pharnabazos’ Satrapie Phrygien, ohne auf viel Widerstand zu stoßen. Erst bei der Residenzstadt Daskyleion stieß er auf ein persisches Reiterkontingent, das unter dem Oberbefehl von Rhatines und Pharnabazos’ Stiefbruder Bagaios stand und etwa gleich stark wie die hellenische Kavallerie war. Pharnabazos hatte diese Reiter zur Verteidigung seines Territoriums ausgeschickt. Sie machten sich an die Besetzung eines Hügels, den auch Agesilaos gerade einnehmen wollte. Die persischen Reiter schlugen die griechische Kavallerie in die Flucht, wichen aber beim Anmarsch von Agesilaos’ Hopliten zurück. Daraufhin kehrte Agesilaos nach Ephesos zurück, um hier Winterquartier zu beziehen.
Um das persische Kleinasien zu entlasten, sandte Pharnabazos auf den Rat Konons den Rhodier Timokrates etwa im Winter 396/395 v. Chr. mit einer großen Menge persischen Golds nach Griechenland, um vor allem Athen, Böotien, Korinth und Argos zum Kriegseintritt gegen Sparta zu bewegen. In dem von einem unbekannten antiken Historiker stammenden Fragment der Hellenika Oxyrhynchia wird energisch bestritten, dass dieses Persergold der entscheidende Auslöser des nun in Griechenland folgenden Korinthischen Kriegs war.
Im Frühjahr 395 v. Chr. zog Agesilaos gegen Tissaphernes und siegte bei Sardes. Artaxerxes II. hatte nun genug von der energielosen Kriegsführung des Tissaphernes, was dessen Sturz bewirkte. Zu dieser Entscheidung hatte wohl auch der Hass der Parysatis und Pharnabazos’ Anklagen gegen Tissaphernes beigetragen. Im Auftrag des Großkönigs beseitigte der Chiliarch Tithraustes Tissaphernes und übernahm dessen Satrapie. Dann schloss er aber ebenfalls auf Kosten des Pharnabazos einen Waffenstillstand mit Agesilaos. Etwa in der Mitte des Sommers 395 v. Chr. kamen Pharnabazos und Konon zu Tithraustes, der gerade an den Königshof nach Susa zurückkehren wollte, um durch Verhandlungen weitere Gelder für die Ausrüstung der Flotte zu erlangen. Konon hatte nämlich mit großen Schwierigkeiten bei der Auftreibung des Soldes für seine Krieger zu kämpfen. Tithraustes übergab Konon nur 220 Talente.
Tithraustes hatte Agesilaos zum Abzug bewegen können und ihn aufgefordert, sich stattdessen nach dem hellespontischen Phrygien, der Satrapie des Pharnabazos, zu begeben. Der Spartanerkönig folgte diesem Vorschlag und erfuhr nahe Kyme, dass er auch zum Oberbefehlshaber der Flotte ernannt worden war. Zu Beginn des Herbstes 395 v. Chr. fiel er in Pharnabazos’ Satrapie ein, verwüstete das Land und eroberte die Städte teils mit Gewalt, teils durch freiwillige Kapitulation. Auf Rat des Spithridates suchte er König Otys (oder Kotys, Gyes) von Paphlagonien auf, zog ihn auf seine Seite und erhielt von ihm 1000 Reiter und 2000 Peltasten.
Daraufhin brache Agesilaos nach Daskyleion, dem Herrschersitz des Pharnabazos, auf, und schlug in dessen Nähe wegen der dortigen reichen Jagd- und Fischgründe seine Winterquartiere auf. Hier kam er oft mit Reitern des Pharnabazos in Gefechtsberührung. Pharnabazos, der stets seine Lagerstätte wechselte, stieß einmal, als er zwei Sichelwagen und 400 Reiter mit sich führte, auf hellenischen Soldaten, die ohne hinreichende Bedeckung zum Fouragieren in der Ebene ausgeschwärmt waren. Die Hellenen sammelten sich, aber Pharnabazos ließ sie mit den Sichelwagen angreifen, so dass sie wieder auseinanderliefen. Die Reiter des Satrapen machten etwa 100 Mann nieder; der Rest entkam zu Agesilaos, der sich mit seinen Hopliten in der Nähe befand. Drei oder vier Tage später informierte Spithridates den Spartaner Herippidas, dass Pharnabazos im Dorf Kaua lagerte. Herippidas erhielt von Agesilaos die Erlaubnis, ihm für den Angriff auf den Satrapen 2000 Hopliten und ebenso viele Peltasten zu geben, ferner die Reiterei des Spithridates und Otys sowie hellenische Freiwillige. Beim Anbruch des nächsten Tages sah sich Pharnabazos der Attacke des Herippidas ausgesetzt, der zunächst seine aus Mysern bestehende Vorhut überfiel. Pharnabazos entkam mit dem Hauptteil seiner Truppen, aber sein ganzes reiches Lager fiel in die Hände der Griechen. Da aber Herippidas den asiatischen Reitern des Spithridates und Otys ihren Beuteanteil vorenthielt, kündigten sie den Spartanern das Bündnis auf und zogen zum Bedauern des Agesilaos ab.
So war Agesilaos’ Stellung gegenüber der persischen Reiterei nun stark geschwächt. Ein angesehener Bürger von Kyzikos, Apollophanes, ein Gastfreund von Pharnabazos und Agesilaos, brachte auf Ansuchen des Persers eine Unterredung zwischen beiden zustande. Agesilaos lag bei dieser Gelegenheit einfach hingestreckt im Gras im Freien, und auch der reichgekleidete Satrap ließ sich bei seinem Erscheinen auf dem Boden nieder, anstatt auf den mitgebrachten Teppichen Platz zu nehmen. Er betonte, wie viel Gutes er den Spartanern im Peloponnesischen Krieg gegen die Athener erwiesen hätte, und jetzt würde sein Land zum Dank verheert. Daraufhin blickten die 30 Spartaner, die Agesilaos’ Rat bildeten, beschämt zur Erde. Da erklärte der bewegte König, dass er immer im Auftrag seines Staats gehandelt habe, und solange dieser mit dem Perserkönig befreundet gewesen sei, auch die persischen Länder freundlich behandelt hätte; seitdem aber ein Krieg zwischen Sparta und Persien ausgebrochen sei, habe natürlich auch Pharnabazos mit seinem König leiden müssen. Sollte Pharnabazos die Seiten wechseln und Bundesgenosse der freien Hellenen werden, würden die Spartaner mit ihrer Militärmacht seinen Besitz schützen. So versuchte Agesilaos den Pharnabazos zu bewegen, die Sache des Perserkönigs zu verlassen. Pharnabazos erklärte, dass er lieber ein Feind Spartas als ein Verräter seines Königs sein wolle. Agesilaos sicherte ihm daraufhin zu, sein Reich künftig unangetastet zu lassen, solange er noch anderswo Feinde finden würde. Als sich Pharnabazos mit seinen Begleitern entfernt hatte, lief sein Sohn von der Parapita zu Agesilaos zurück, um sich durch Empfang und Gabe von Geschenken zur gegenseitigen Gastfreundschaft zu verbinden. Bald darauf, am Beginn des Frühjahrs 394 v. Chr., zog Agesilaos aus Pharnabazos’ Satrapie ab.

#### Rolle im Seekrieg
Im Winter 395/394 v. Chr. reiste Konon nach Babylon an den persischen Hof, um mehr Geldmittel für seine Söldner zu erhalten. Dies wurde ihm bewilligt, und auf seinen Vorschlag hin wurde Pharnabazos zum Oberbefehlshaber der persischen Flotte ernannt. Mit ihm gemeinsam führte er nun den Seekrieg gegen Sparta. Im Sommer 394 v. Chr. bezogen die beiden Feldherren mit mehr als 90 Schiffen Stellung bei Loryma an der Südspitze der rhodischen Chersones. Pharnabazos kommandierte die phönizische und Konon die athenische Flotte. Die vom Spartaner Peisandos befehligten 85 Schiffe hatten ihren Stützpunkt bei Knidos. Im August 394 v. Chr. kam es zur entscheidenden Seeschlacht bei Knidos, deren Verlauf allerdings in den erhaltenen Darstellungen der Historiker Xenophon und Diodor nur ungenau und kurz beschrieben wird. Konon positionierte sich dabei mit seinen griechischen Schiffen an der Spitze der persischen Flotte, während Pharnabazos sich mit den phönizischen Schiffen zunächst im Hintergrund hielt. Als Konon beim Angriff des Peisandros in Bedrängnis geriet, kam ihm Pharnabazos laut Diodor zu Hilfe und wendete das Blatt. Die Flucht der spartanischen Bundesgenossen ans Land soll Peisandros’ Niederlage herbeigeführt haben, er selbst fiel. Die Niederlage war für die Spartaner vernichtend, und Konon erbeutete 50 feindliche Schiffe.
Die spartanische Seemacht brach infolge dieser Schlappe zusammen. Pharnabazos und Konon segelten gleich nach ihrem Seesieg im Herbst 394 v. Chr. längs der kleinasiatischen Küste nach Norden und vermochten zahlreiche Küstenorte und Inseln zum Abfall von den Spartanern zu bringen. Viele lakedaimonische Harmosten und Besatzungen mussten fliehen. Zu diesem raschen Erfolg hatte wesentlich beigetragen, dass Pharnabazos gemäß Konons Rat den Städten Autonomie und Verschonung von persischen Garnisonen gegen die Entrichtung eines mäßigen Tributs an den persischen Königshof versprach. So wurden u. a. Kos, Nisyros, Teos, Chios, Mytilene, Ephesos, Erythrai, Samos und Knidos schnell gewonnen. Damit waren große Teile Ioniens und Äoliens wieder in persischer Hand. Pharnabazos’ alter Feind Derkylidas hielt aber die Städte Abydos und Sestos, machte sie zum Sammelplatz für die aus anderen kleinasiatischen Orten vertriebenen spartanischen Harmosten und aller Anhänger des Agesilaos und sprach ihnen Mut zu. Als Pharnabazos die Sachlage von Abydos und Sestos erkannt hatte, beorderte er Konon nach diesen Städten, und kündigte ihm selbst an, dass er ihn persönlich hier treffen würde. Dort angekommen schickte Pharnabazos Abgeordnete an die Städte mit der Aufforderung, die Lakedaimonier zu vertreiben, oder selbst einen Angriff von seiner Seite zu gewärtigen. Die Städte weigerten sich aber, dieser Anordnung nachzukommen. Während Konon ihnen die Zufuhr zur See abschnitt, verwüstete Pharnabazos das Gebiet von Abydos. Als sich die Belagerung in die Länge zog und die beiden Städte nicht eingenommen werden konnten, begab er sich wieder nach Hause, beauftragte aber Konon, die hellespontischen Städte zu gewinnen. Er wollte sich nämlich im nächsten Jahr im Besitz einer möglichst großen Flotte sehen, mit der er die peloponnesische Küste verwüsten könnte, um sich für die von den Spartanern in seiner Satrapie angerichteten Schäden zu rächen.
Nach weiteren Rüstungen über den Winter segelten Pharnabazos und Konon mit dem Anbruch des Frühlings 393 v. Chr. mit einer bedeutend verstärkten Flotte und neu angeworbenen Söldnern quer durch die Kykladen, die ohne Widerstand genommen wurden, nach Melos und weiter zur lakonischen Küste. Sie wandten sich zunächst gegen Pharai, verwüsteten die dortige Gegend und wiederholten dies bei verschiedenen anderen Punkten der Küste. Doch mussten sie das Fehlen von Häfen, den Widerstand der Feinde und den Mangel an Getreide fürchten und segelten daher zum an der Südostküste der Insel Kythera gelegenen Hafenort Phoinikus. Die spartanische Garnison dieses Dorfes fürchtete eine Eroberung durch Sturm, doch Pharnabazos gewährte ihr freien Abzug nach Lakonien. Danach ließ Pharnabazos Phoinikus mit festen Mauern versehen und stationierte hier eine Garnison, die er unter das Kommando des athenischen Harmosten Nikophemos stellte. Anschließend segelte er mit Konon zum Isthmus und trat mit dem in Korinth tagenden Synedrion der gegen Sparta verbündeten griechischen Staaten in Verbindung. Er forderte die Bundesgenossen auf, den Krieg eifrig weiter zu betreiben und übergab ihnen zu diesem Zweck bedeutende Geldmittel. Auch händigte er Konon Geld für den Wiederaufbau der langen Mauern Athens aus und kehrte daraufhin in seine Satrapie zurück.

### Königsfrieden; Heirat mit Apame
Aufgrund von Pharnabazos’ großen Erfolge sah Artaxerxes II. davon ab, ihn dem neuen Oberbefehlshaber von Kleinasien, Tiribazos, der Anfang 392 v. Chr. in Sardes erschien, zu unterstellen. Tiribazos trat für eine erneute Annäherung Persiens an Sparta ein, konnte sich aber zunächst beim Großkönig mit diesem Standpunkt nicht durchsetzen. Stattdessen sandte Artaxerxes II. noch 392 v. Chr. den athenerfreundlichen Struthas als Tiribazos’ Nachfolger nach Kleinasien, der die Spartaner unter ihrem Feldherrn Thibron vernichtend schlug. Anfang 388 v. Chr. wurde Pharnabazos von Anaxibios, dem Nachfolger des in Abydos residierenden Derkylidas, bekriegt, der ihm etliche äolische Städte abnahm. Anaxibios ging auch energisch gegen die Athener vor und bemächtigte sich u. a. attischer Handelsschiffe, bis er noch im gleichen Jahr in einen Hinterhalt des Iphikrates geriet und mit vielen Begleitern niedergemacht wurde. Ebenfalls 388 v. Chr. suchte aber Artaxerxes II., vom Erstarken Athens beunruhigt, wieder eine Annäherung an Sparta und sandte daher Tiribazos erneut als Oberbefehlshaber nach Kleinasien. Im Verbund mit Antalkidas erreichte Tiribazos im Frühjahr 387 v. Chr. den Abschluss des Königsfriedens, der den Korinthischen Krieg beendete.
Pharnabazos hegte schon lange den Wunsch, eine königliche Prinzessin zu heiraten. 387 v. Chr. wurde er aus seiner Satrapie abberufen und durch Ariobarzanes ersetzt. Dafür wurde er an den Königshof nach Susa eingeladen und dort mit hohen Ehren empfangen. Bei dieser Gelegenheit erhielt er gemäß seinem Wunsch eine Tochter des persischen Großkönigs namens Apame zur Gattin. Aus dieser Ehe ging der Sohn Artabazos hervor, der später Satrap des hellespontischen Phrygiens wurde.

### Krieg gegen Ägypten; Tod

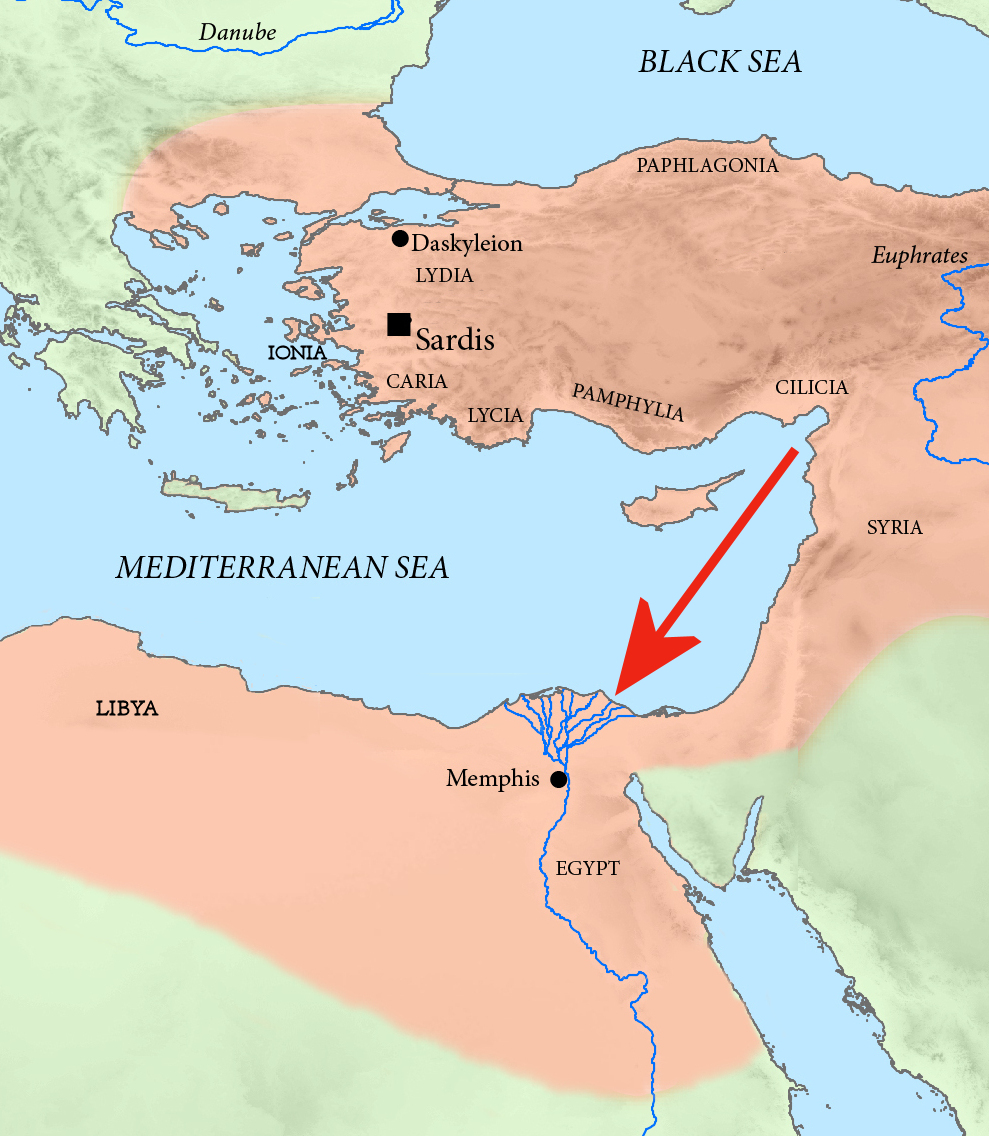
Feldzug von Pharnabazos gegen Ägypten 373 v. Chr.

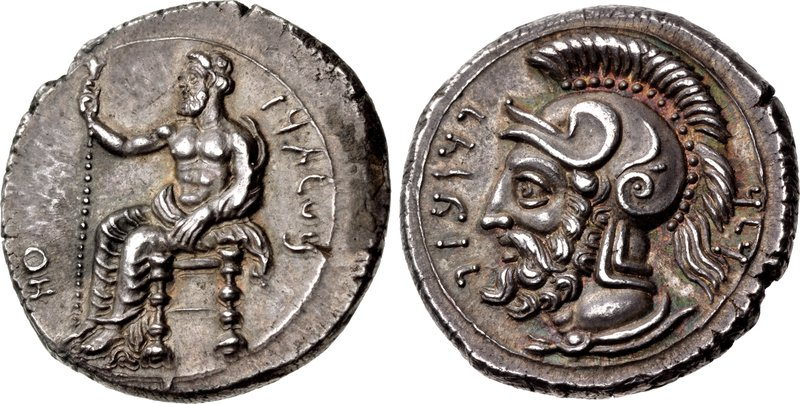
Münze von Pharnabazos, geprägt in den 370er Jahren v. Chr., Tarsos, Kilikien

Nach dem Abschluss des Königsfriedens hatte Artaxerxes II. die Hände frei, um gegen das damals von König Hakoris regierte aufständische Ägypten und den mit Hakoris verbündeten zyprischen König Euagoras I. vorzugehen. Der attische Stratege Chabrias blieb aber als Privatmann als Söldnerführer in ägyptischen Diensten. Nun wurde Pharnabazos zusammen mit den Feldherren Tithraustes und Abrokomas die Eroberung Ägyptens anvertraut. Zur Erreichung dieses Ziels zogen die drei Heerführer in Syrien ein starkes Heer zusammen und marschierten damit gegen Ägypten. Aber obwohl auf Pharnabazos’ Druck hin Chabrias wahrscheinlich während dieses Kriegs in seine Heimat abberufen wurde, musste der wohl von etwa 385 bis 383 v. Chr. geführte dreijährige Feldzug einstweilen ergebnislos beendet werden, da die Ägypter hervorragend gerüstet waren.
Um das Jahr 379 v. Chr. wurde Pharnabazos erneut zum Oberbefehlshaber eines Invasionsheers für Ägypten ernannt. Zusammen mit dem auf Artaxerxes’ Wunsch hin entsandten attischen Feldherren Iphikrates, der die griechischen Söldner kommandieren sollte, bereitete er die geplante Invasion vor. Doch zum Unmut des Iphikrates führte Pharnabazos die Rüstungen sehr langsam durch, so dass sie sich etwa sechs Jahre hinzogen. Der ägyptische Pharao Nektanebos I. nützte die Zeit zur Ergreifung von Verteidigungsmaßnahmen. Schließlich organisierte Pharnabazos den Aufmarsch der Truppen im phönizischen Ake. Unter seinem Befehl sollen 200.000 persische Soldaten gestanden sein, während Iphikrates 20.000 griechische Söldner kommandierte. Außerdem seien den beiden Feldherren 500 Schiffe zur Verfügung gestanden. Im Frühling 373 v. Chr. wurde der Angriff auf Ägypten durchgeführt. Weil die Festung Pelusium zu stark befestigt war, entschied sich Pharnabazos zu einem Landungsunternehmen im Nildelta bei Mendes. Hier gelang ihm der Durchbruch, indem seine Krieger die Festung eroberten, die den Eingang deckte, und die Besatzung niedermachten. Danach lehnte er aber den Vorschlag des Iphikrates ab, sofort gegen Memphis vorzurücken. Durch die Uneinigkeit der Heerführer und ihr gegenseitiges Misstrauen verstrich wertvolle Zeit. Diese nützten die Ägypter zur Neuverteilung ihrer Streitkräfte und zu Angriffen auf die Invasoren. Schließlich zwang das Einsetzen der jährlichen Nilflut die persischen Truppen zur Umkehr, womit ihre Offensive gescheitert war. Iphikrates sah sein Leben bedroht und segelte deshalb mit seinen Söldnern nach Athen zurück, wo er im Herbst 373 v. Chr. ankam. Pharnabazos führte sein Heer nach Phönizien zurück, um es zu reorganisieren. Hier aber wurde er vom Großkönig abberufen und durch Datames als Oberbefehlshaber ersetzt. Pharnabazos wird danach in den Quellen nicht mehr erwähnt und dürfte also kurz nach dem gescheiterten Ägyptenfeldzug im Alter von über 70 Jahren gestorben sein.